# Episodi di Brillantina
La prima e unica stagione della serie televisiva Brillantina, composta da 13 episodi, è stata trasmessa negli Stati Uniti dal 25 marzo al 22 luglio 1990 sul canale televisivo Fox.
| n° | Titolo originale           | Titolo italiano | Prima TV USA   | Prima TV Italia |
| -- | -------------------------- | --------------- | -------------- | --------------- |
| 1  | Pilot                      |                 | 25 marzo 1990  |                 |
| 2  | The Stork Club             |                 | 1 aprile 1990  |                 |
| 3  | Only the Lonely            |                 | 8 aprile 1990  |                 |
| 4  | Breaking the Maiden        |                 | 15 aprile 1990 |                 |
| 5  | He Was a Greaser, Only Old |                 | 22 aprile 1990 |                 |
| 6  | Maybe Baby                 |                 | 29 aprile 1990 |                 |
| 7  | Storm Warning              |                 | 6 maggio 1990  |                 |
| 8  | Mirror Image               |                 | 13 maggio 1990 |                 |
| 9  | Carnival                   |                 | 27 maggio 1990 |                 |
| 10 | Tequila Sunset             |                 | 10 giugno 1990 |                 |
| 11 | Winner Takes All           |                 | 24 giugno 1990 |                 |
| 12 | The Beat Goes On           |                 | 15 luglio 1990 |                 |
| 13 | Union Blues                |                 | 22 luglio 1990 |                 |